# Wettelijke arbeidsleeftijd

Partijen die de Minimumleeftijdsconventie van 1973 van de Internationale Arbeidsorganisatie onderschrijven
16
15
14

De wettelijke arbeidsleeftijd is de minimumleeftijd die wettelijk vereist is voor een persoon om te werken als ze de meerderjarige leeftijd nog niet hebben bereikt. Deze leeftijd verschilt tussen landen en rechtsgebieden. Activiteiten die gevaarlijk of schadelijk zijn voor de gezondheid, of die de goede zeden van minderjarigen  kunnen aantasten, vallen in deze categorie.

## Afrika
| Land        | Wettelijke arbeidsleeftijd                                                       |
| ----------- | -------------------------------------------------------------------------------- |
| Kenia       | 13: Eenvoudig werk 16: Beperking op werktijden en het soort werk 19: Onbeperkt   |
| Niger       | 12: Licht werk met familie 15: Beperkt tot en met industrieel werk 16: Onbeperkt |
| Zuid-Afrika | 15: Beperking op werktijden en het soort werk 18: Onbeperkt                      |
| Egypte      | 14: Beperking op werktijden en het soort werk 16: Onbeperkt                      |
| Marokko     | 16: Gemakkelijk werk 19: Onbeperkt                                               |

## Azië
| Land                         | Wettelijke arbeidsleeftijd |
| ---------------------------- | --- |
| China                        | 16: Standaard |
| India                        | 14: Beperking op werktijden en het soort werk 21: Onbeperkt |
| Iran                         | 15: Minimale arbeidsleeftijd 18: Hard werken 21: Onbeperkt |
| Israël                       | 14: Minimale arbeidsleeftijd 15: Beperking op werktijden en het soort werk 18: Onbeperkt |
| Japan                        | Mannen: 15: Beperking op beroepen en uren van activiteit 18: Onbeperkt Vrouwen:15: Met brede beperkingen voor werktijden en het soort werk 18: Mag alleen deelnemen aan ondergrondse werkzaamheden als zij betrokken is bij verordening gespecificeerde werkzaamheden die ondergronds worden uitgevoerd 20: Onbeperkt Hoofdstuk 6, artikelen 56-62 |
| Zuid-Korea                   | Mannen: 15: Beperkte werkuren 19: Onbeperkt Vrouwen:15: Beperking op werktijden en het soort werk 18: Enkele beperkingen voor werk in openlijk ongezonde omstandigheden 19: Onbeperkt Artikelen 64 en 70-72 van de arbeidswet implementeren de minimumleeftijd. |
| Maleisië                     | 14: Gemakkelijk werk 21: Onbeperkt |
| Noord-Korea                  | 16: Standaard |
| Indonesië                    | 13: Minimale arbeidsleeftijd 15: beperking op werktijden en het soort werk 18: Onbeperkt |
| Filipijnen                   | 15: Beperking op werktijden en het soort werk 18: Onbeperkt |
| Singapore                    | 13: Over het algemeen moet een kind minimaal 13 jaar oud zijn voordat het kan beginnen met werken. De minimumleeftijd om in Singapore te werken wordt bepaald door de Employment Act en de Employment (Children and Young Persons) Regulations en wordt gehandhaafd door het ministerie van mankracht. 15: Jongeren boven de 15 mogen in een industriële omgeving werken. De werkgever moet de commissaris van arbeid echter binnen 30 dagen na hun indiensttreding op de hoogte stellen en een medisch attest overleggen waarin hun arbeidsgeschiktheid wordt bevestigd. 16: Over het algemeen is een persoon die ouder is dan 16 jaar geen kind of jongere en wordt deze beschouwd als een volwassen werknemer (onbeperkt). |
| Taiwan                       | 15: Een werknemer van vijftien jaar oud wordt beschouwd als een kinderarbeider. 16: Geen enkele kinderarbeider en geen enkele werknemer van zestien of zeventien jaar oud mag werk doen dat potentieel gevaarlijk of gevaarlijk van aard is. 18: Onbeperkt |
| Vietnam                      | 15: Standaard |
| Thailand                     | 15: Met registratie Officier Arbeidsinspectie tot 18 |
| Turkije                      | 13: Parttime dienstverband; beperkt tot makkelijk werk 15: Onbeperkt |
| Verenigde Arabische Emiraten | 15: Met enkele beperkingen 18 Onbeperkt |
| Jemen                        | 14: Licht werk met beperkte uren. 15: Industrieel werk. 18: Onbeperkt |

## Europa
| Country               | Legal Working Age |
| --------------------- | --- |
| Albanië               | 14: (Makkelijk werk, uitgevoerd tijdens schoolvakanties) 16: (Onbeperkt) |
| Andorra               | 14: (Makkelijk werk, uitgevoerd tijdens schoolvakanties; Maximaal 6 uur per dag, met minimaal 1 uur break; Minimaal 2 opeenvolgende dagen rust per week) 16: (Maximaal 8 uur per dag, met minimaal 1 uur break; Minimaal 2 opeenvolgende dagen rust per week) 18: (Onbeperkt) |
| Armenië               | 16: (Onbeperkt; Niemand jonger dan 16 mag werken in Armenië) |
| Oostenrijk            | 14: (Sterk beperkt in familiale omgeving) 15: (Licht beperkt, in de veronderstelling dat de verplichte schooljaren afgewerkt zijn) 18: Onbeperkt |
| Wit-Rusland           | 14: Makkelijk werk met toestemming van ouders of voogden 16: Beperkt tot 35 uur per week 18: Onbeperkt |
| België                | 15: (Moet minimaal 2 jaar secundair onderwijs gevolgd hebben, beperkt tot licht werk) 16: (enkel licht werk) 18: Onbeperkt |
| Bosnië en Herzegovina | 15: (Beperkt tot licht werk; Beperkte uren) 18: (Onbeperkt) |
| Bulgarije             | 13: (Enkel voor jobs als acteur of model; Sterk gereguleerd) 15: (Sterk gereguleerd) 16: (Beperking op het soort werk) 18: (Onbeperkt) |
| Kroatië               | 15: (Beperkt door de arbeidswetgeving) 18: (Onbeperkt) |
| Cyprus                | 15: (Beperkt door de arbeidswetgeving) 18: (Onbeperkt) |
| Tsjechië              | 14: (Enkel onder speciale omstandigheden) 15: (beperking op werktijden en het soort werk) 18: (Onbeperkt) |
| Denemarken            | Geen leeftijdsgrens: (Enkel voor activiteiten in kunst en cultuur. Hiervoor moet de politie een vooraf een toestemming geven.) 13: (Kinderen tussen 13 en 15 jaar mogen enkel licht werk verrichten dat niet in de buurt is van machinerie. Het aantal uren per dag is beperkt tot 2 uur voor een schooldag en 7 uur op andere dagen. In schoolvrije weken is het maximum aantal uur per week 35.) 15: (Jongeren tot 18 jaar mogen niet werken in gevaarlijke werkprocessen met gevaarlijk gereedschap en apparatuur. Werken is enkel toegelaten van 6:00 tot 18:00 op weekdagen en tot 14:00 op zondagen of feestdagen. Het maximum aantal uur per week is 40.) 18: (Onbeperkt) |
| Estland               | 13: Een persoon vanaf 13 mag werken onder beperkingen en mits ouderlijke toestemming. 15: beperking op werktijden en het soort werk 18: Onbeperkt. |
| Finland               | 14: Beperkt tot licht werk. 15: beperking op werktijden en het soort werk 18: Onbeperkt. |
| Frankrijk             | 14: (enkel voor licht werk, gereguleerd door de Code du travail; Geen nachtwerk; Strikte beperkingen op vlak van tijd; Ouderlijke toestemming is vereist) 16: (Geen nachtwerk; Strikte beperkingen op vlak van tijd; Ouderlijke toestemming is vereist) 18: (Onbeperkt) |
| Duitsland             | 13: (mits ouderlijke toestemming en enkel makkelijk werk zoals: de krant rondbrengen) 15: (Deeltijds werk met maximaal 8 uur per dag en maximaal 40 uur per week; Geen weekendwerk, nachtwerk en geen werk op feestdagen). 18: Onbeperkt |
| Hongarije             | 16: (De Hongaarse arbeidswetgeving laat arbeid toe vanaf 16 jaar. Beperkt tot 8u per dag en 40u per week. Indien er langer dan 4.5u per dag gewerkt wordt, is er recht op 30 minuten pauze. Geen nachtwerk. 18: (Onbeperkt) |
| IJsland               | 13: (Beperkt tot veilig en makkelijk werk. Beperking op werktijden gerelateerd aan schoolverplichtingen.) 16: (Werkgevers moeten jonge werknemers beschermen van moeilijke en gevaarlijke omstandigheden. In sommige sectoren zijn er beperkingen op werktijden.) 18: (Onbeperkt) |
| Ierland               | 14: (Jongeren onder de 16 mogen niet voltijds werken. Het werk voor 14- en 15-jarigen moet voldoen aan volgende voorwaarden: • licht werk tijdens vakanties waarbij er minstens 21 dagen vrijaf moeten zijn • werk als deel van een stage- of opleidingsprogramma. • werk in film, cultuur, reclame of in het kader van sportevenementen.) 16: (Jongeren tussen 16 en 18 mogen alleen werken tussen 6:00 en 22:00.) 18: (Onbeperkt.) |
| Italië                | 15: (beperking op werktijden en het soort werk) 18: (Onbeperkt) |
| Letland               | 15: (Jongeren tussen 15 en 18 mogen niet meer dan 7 uur per dag en 35 uur per week werken (inclusief leertijd als ze leren). Het is verboden om jongeren in te zetten onder omstandigheden die hun gezondheid, veiligheid of moraal kunnen bedreigen. Werknemers jonger dan 18 jaar hebben recht op een maand verlof. 18: (Onbeperkt) |
| Liechtenstein         | 14: (Voor licht werk mogen 14-jarigen werken, niet langer dan 9 uur per week tijdens het schooljaar en 15 uur per week tijdens vakanties.) 15: (Jongeren tussen 15 en 18 mogen werken, maar niet meer dan 40 uur per week.) 18: (Onbeperkt) |
| Litouwen              | 14: (Jongeren tussen 14 en 16 mogen werken onder volgende omstandigheden: - ze mogen uitsluitend makkelijk werk doen - tijdens het schooljaar maximaal twee uur per dag en 12 per week, tijdens vakanties 7 uur per dag en 35 uur per week) 16: (Jongeren tussen 16 en 18 mogen maximaal 8 uur per dag en 36 uur per week werken.) 18: (Onbeperkt) |
| Luxemburg             | 16 |
| Malta                 | 16: (Jongeren tussen 16 en 18 mogen maximaal 8 uur per dag en 40 uur per week werken. (inclusief opleiding en leertijd). Ze mogen ook geen nachtwerk verrichten tussen 22:00 en 6:00.) 18: (Onbeperkt) |
| Nederland             | 13: (Minimale leeftijd om te werken onder toezicht en zonder verplichting qua minimumloon.) 15: (Recht op minimumloon.) 16: (Jongeren tussen 16 en 18 jaar hebben dezelfde rechten als volwassenen werknemers. Echter mogen ze niet werken in schadelijke omstandigheden - inclusief geluid, krappe omgeving en toxische substanties.) 18: (Onbeperkt) |
| Noorwegen             | 13: (Jongeren tussen 13 en 15 jaar mogen enkel licht werk verrichten dat geen gevaar vormt voor de gezondheid en ontwikkeling en dat niet interfereert met leren.) 15: (beperking op werktijden en het soort werk) 18: (Onbeperkt) |
| Polen                 | Geen leeftijdsgrens: (Cultureel en artistiek werk) 15: (Enkel licht werk) 18: (Onbeperkt) |
| Portugal              | 16: (beperking op werktijden en het soort werk) 18: (Onbeperkt) |
| Roemenië              | 16 |
| Rusland               | Geen leeftijdsgrens: (Artistiek werk, mits ouderlijke toestemming. Beperkte werkuren en verkorte werkweek. Het werk mag niet interfereren met school of de publieke moraliteit schenden. 14: (Enkel licht werk, mits ouderlijke toestemming. Beperkte werkuren en verkorte werkweek. Het werk mag niet interfereren met school of de publieke moraliteit schenden.) 16: (Enkel licht werk. Volledige schoolopleiding is vereist. Beperking op vlak van werktijd.) 18: Onbeperkt |
| Servië                | 16: Standaard |
| Spanje                | Geen leeftijdsgrens: Artistiek werk, mits ouderlijke toestemming en specifieke toestemming van het arbeidsdepartement. 16: Ouderlijke toestemming vereist 18: Onbeperkt |
| Zweden                | Geen leeftijdsgrens: (Enkel artistiek werk of lichte risicoloze jobs, mits ouderlijke toestemming. Beperking op vlak van werkuren en verkorte werkweek.) 13: (Enkel licht werk, mits ouderlijke toestemming. Beperking op vlak van werkuren en verkorte werkweek.) 16: (Enkel licht werk. Beperking op vlak van werkuren) 18: (Onbeperkt) |
| Zwitserland           | 13: (Enkel makkelijk werk, mits ouderlijke toestemming) - Tijdens de schoolweken: Maximaal 4 uur per dag; en 9 uur per week. - Tijdens de vakantieweken: Maximaal 8 uur per dag; en 40 uur per week. 15: (Mits ouderlijke toestemming) - Maximaal 9 uur per dag; en 45–50 uur per week. Werken tot 20:00 ten laatste. 16: Minimumleeftijd om te werken in de horeca sector, circus en cinema. - Werken tot 22:00 ten laatste 18: Onbeperkt (en minimumleeftijd om te werken in: Bars, Discos, Dancings en Nachtclubs) |
| Verenigd Koninkrijk   | Geen leeftijdsgrens: (Enkel artistiek werk zoals televisie, theater en modelwerk) 13: deeltijds 16: Voltijds 18: Onbeperkt |

| Land          | Wettelijke arbeidsleeftijd | Verdere aantekeningen |
| ------------- | --- | --- |
| Australië     | Verschilt per staat en territorium. 13 (Queensland & Victoria; 11 bij het bezorgen van kranten, geen voor de entertainmentindustrie) 15 (West-Australië; de meeste banen, variaties en beperkingen zijn van toepassing op familiebedrijven, entertainers/modellen en bezorging van kranten) Geen minimumleeftijd voor werken (New South Wales, South Australia, Tasmania, Australian Capital Territory) | |
| Nieuw-Zeeland | 14: Oppassen 15: Beperkt voertuigwerk en gevaarlijke werkplekken (houtkap, constructie, zwaar tillen, gevaarlijke goederen) 16: Onbeperkte werkuren (tussen 22.00 en 6.00 uur en tijdens schooluren) 18: Fulltime werk 18: Werk in gebieden waarvoor beperkingen gelden, behalve gokwerk 20: Onbeperkt                                                                                                  | Er is geen minimumleeftijd om te werken in Nieuw-Zeeland, maar er zijn meerdere minimumleeftijden om te werken voor banen met een hoger risico. |